# 青木耳
青木耳：一种藤状野生蔬菜。叶片呈桃心状，颜色油绿，叶质肥厚，表面光滑，可用做食材。春末夏初之际为叶片采摘时间。夏末会顺着藤部结出深紫色小黑豆状种子，内部汁液饱满，破裂时手指易被汁液染成紫色。